# Oleum animale foetidum crudum
Das Stinkende Tieröl oder Rohe Tieröl, auch Hirschhornöl, Knochenöl, Franzosenöl; Oleum animale foetidum crudum, ist eine durch Trockendestillation von Tierkadaverteilen (Knochen, Haut, Horn, Hufe etc.) gewonnene, braunschwarze, dickliche, ölige und durchdringend, widerwärtig riechende Flüssigkeit (Öl).
Es diente u. a. als Ausgangsmaterial zur Herstellung von Dippels Tieröl. Heute wird das Stinkende Tieröl zur Insektenabwehr bei Pferden oder zum Schutz von Pflanzen vor Wildverbiss verwendet.